# Топчевский, Владислав Ксаверьевич
Владислав Ксаверьевич Топчевский (7 июля 1850 — не ранее 1917) — русский военный деятель, генерал от кавалерии (1910). 

## Биография
Родился в 1850 году. Из польских дворян. 
Образование: Николаевское кавалерийское училище, которое окончил в 1868 году 1-му разряду и откуда был выпущен прапорщиком в Драгунский лейб-гвардии полк (1864), в котором, предположительно, служил длительное время.
Участник Русско-турецкой войны 1877—1878 годов. 
В 1889 году был произведён в полковники, однако, только в 1896 году получил полк: Нежинский 52-й драгунский, которым командовал вплоть до 1899 года, когда был произведён в генерал-майоры и назначен командиром 1-й бригады 8-й кавалерийской дивизии (1899—1907). 
В 1907 году был произведён в генерал-лейтенанты и назначен начальником 12-й кавалерийской дивизии (1907—1910).
В 1910 году вышел в отставку с производством в генералы от кавалерии.
Скончался генерал от кавалерии Топчевский не ранее 1917 года.

## Награды
- Орден Святого Станислава 3 степени (1880)
- Орден Святой Анны 3 степени (1883)
- Орден Святого Станислава 2 степени (1887)
- Орден Святой Анны 2 степени (1890)
- Орден Святого Владимира 4 степени (1895)
- Орден Святого Владимира 3 степени (1899)
- Орден Святого Станислава 1 степени (1902)
- Орден Святой Анны 1 степени (1906)